# Ігнасіо Рамбла
Ігнасіо Рамбла (ісп. Ignacio Rambla, 2 січня 1964) — іспанський вершник.
Срібний призер Олімпійських Ігор 2004 року в командній виїздці, учасник 1996 року.
Срібний призер Чемпіонату Європи з виїздки 2003 року в командній виїздці, бронзовий призер 2005 року в командній виїздці.
Бронзовий призер Всесвітніх ігор з кінного спорту 2002 року.